# Torneo Clausura de la Primera B de Chile 2008
El Campeonato Nacional «BancoEstado» de Primera B de la Asociación Nacional de Fútbol Profesional de Clausura 2008 fue el segundo torneo oficial de fútbol profesional de los Torneos de Apertura y Clausura de la Primera B, los cuales se disputaron dentro de la temporada 2008. El torneo fue organizado por la ANFP. El campeón del torneo de Clausura debía enfrentar al campeón del torneo de Apertura (quien era Curicó Unido, pero su cupo fue ocupado por Municipal Iquique), de esa forma se obtuvo el segundo ascenso a la Primera División.
El campeón del torneo fue Coquimbo Unido, quien se enfrentó a Municipal Iquique en la final por el vicecampeonato. Por otro lado, Fernández Vial fue el equipo descendido tras el final del torneo.

## Equipos participantes
| Equipo                | Ciudad       |
| --------------------- | ------------ |
| Coquimbo Unido        | Coquimbo     |
| Curicó Unido          | Curicó       |
| San Marcos de Arica   | Arica        |
| Deportes Copiapó      | Copiapó      |
| Deportes Puerto Montt | Puerto Montt |
| Fernández Vial        | Concepción   |
| Lota Schwager         | Coronel      |
| Municipal Iquique     | Iquique      |
| Unión San Felipe      | San Felipe   |
| San Luis              | Quillota     |
| Santiago Wanderers    | Valparaíso   |
| Unión La Calera       | La Calera    |

## Clasificación
| Pos | Equipo                | Pts | PJ | G  | E | P  | GF | GC | DIF |
| --- | --------------------- | --- | -- | -- | - | -- | -- | -- | --- |
| 1   | Coquimbo Unido        | 40  | 22 | 11 | 7 | 4  | 38 | 29 | +9  |
| 2   | Deportes Puerto Montt | 38  | 22 | 12 | 2 | 8  | 30 | 27 | +3  |
| 3   | Curicó Unido          | 36  | 22 | 10 | 6 | 6  | 28 | 22 | +6  |
| 4   | San Marcos de Arica   | 33  | 22 | 8  | 9 | 5  | 33 | 33 | 0   |
| 5   | Municipal Iquique     | 32  | 22 | 9  | 5 | 8  | 23 | 23 | 0   |
| 6   | Fernandez Vial        | 28  | 22 | 8  | 4 | 10 | 29 | 30 | -1  |
| 7   | Santiago Wanderers    | 28  | 22 | 7  | 7 | 8  | 27 | 25 | +2  |
| 8   | Unión San Felipe      | 27  | 22 | 8  | 3 | 11 | 28 | 23 | 0   |
| 9   | Deportes Copiapó      | 26  | 22 | 7  | 5 | 10 | 25 | 27 | -2  |
| 10  | Lota Schwager         | 26  | 22 | 6  | 8 | 8  | 31 | 36 | -5  |
| 11  | Unión La Calera       | 25  | 22 | 7  | 4 | 11 | 36 | 40 | -4  |
| 12  | San Luis              | 25  | 22 | 7  | 4 | 11 | 32 | 37 | -5  |

PJ = Partidos Jugados; G = Partidos Ganados; E = Partidos empatados; P = Partidos perdidos; GF = Goles a favor; GC = Goles en contra; DIF = Diferencia de goles; Pts = Puntos
|  | Campeón. Clasifica a Final por el Vicecampeonato |

### Resultados
|  | Deportes Puerto Montt | 3 - 2 | Lota Schwager      |  | Regional de Chinquihue     | 28 de junio | 18:00 |
|  | San Marcos de Arica   | 2 - 2 | Municipal Iquique  |  | Carlos Dittborn            | 28 de junio | 22:00 |
|  | San Luis              | 2 - 1 | Unión San Felipe   |  | Lucio Fariña Fernández     | 29 de junio | 15:30 |
|  | Curicó Unido          | 1 - 0 | Santiago Wanderers |  | La Granja                  | 29 de junio | 15:30 |
|  | Deportes Copiapó      | 4 - 0 | Unión La Calera    |  | Luis Valenzuela Hermosilla | 29 de junio | 15:30 |
|  | Fernández Vial        | 2 - 1 | Coquimbo Unido     |  | Municipal de Concepción    | 3 de julio  | 15:30 |

|  | Unión San Felipe   | 0 - 1 | San Marcos de Arica   |  | Municipal de San Felipe         | 6 de julio | 15:30 |
|  | Santiago Wanderers | 1 - 2 | Deportes Copiapó      |  | Regional Chiledeportes          | 6 de julio | 15:30 |
|  | Unión La Calera    | 2 - 3 | San Luis              |  | Municipal Nicolás Chahuán Nazar | 6 de julio | 15:30 |
|  | Curicó Unido       | 1 - 2 | Fernández Vial        |  | La Granja                       | 6 de julio | 15:30 |
|  | Lota Schwager      | 3 - 4 | Coquimbo Unido        |  | Federico Schwager               | 6 de julio | 15:30 |
|  | Municipal Iquique  | 1 - 0 | Deportes Puerto Montt |  | Tierra de Campeones             | 9 de julio | 22:00 |

|  | Deportes Copiapó    | 0 - 1 | Lota Schwager         |  | Luis Valenzuela Hermosilla | 12 de julio | 20:00 |
|  | San Marcos de Arica | 3 - 2 | Deportes Puerto Montt |  | Carlos Dittborn            | 12 de julio | 22:00 |
|  | Municipal Iquique   | 1 - 0 | Santiago Wanderers    |  | Tierra de Campeones        | 13 de julio | 12:00 |
|  | Coquimbo Unido      | 2 - 2 | Unión La Calera       |  | La Portada                 | 13 de julio | 15:30 |
|  | San Luis            | 2 - 2 | Curicó Unido          |  | Lucio Fariña Fernández     | 13 de julio | 15:30 |
|  | Unión San Felipe    | 0 - 2 | Fernández Vial        |  | Municipal de San Felipe    | 13 de julio | 15:30 |

|  | Unión La Calera       | 1 - 2 | Curicó Unido       |  | Municipal Nicolás Chahuán Nazar | 16 de julio | 15:30 |
|  | Coquimbo Unido        | 2 - 1 | Deportes Copiapó   |  | La Portada                      | 16 de julio | 15:30 |
|  | Lota Schwager         | 3 - 1 | Municipal Iquique  |  | Federico Schwager               | 16 de julio | 15:30 |
|  | Fernández Vial        | 2 - 0 | San Luis           |  | Municipal de Concepción         | 16 de julio | 15:30 |
|  | Deportes Puerto Montt | 1 - 0 | Unión San Felipe   |  | Regional de Chinquihue          | 16 de julio | 18:00 |
|  | San Marcos de Arica   | 2 - 2 | Santiago Wanderers |  | Carlos Dittborn                 | 16 de julio | 19:00 |

|  | Unión San Felipe   | 0 - 1 | Unión La Calera       |  | Municipal de San Felipe    | 20 de julio | 15:30 |
|  | Santiago Wanderers | 0 - 1 | Coquimbo Unido        |  | Regional Chiledeportes     | 20 de julio | 15:30 |
|  | San Luis           | 1 - 2 | Deportes Puerto Montt |  | Lucio Fariña Fernández     | 20 de julio | 15:30 |
|  | Curicó Unido       | 2 - 0 | Municipal Iquique     |  | La Granja                  | 20 de julio | 15:30 |
|  | Deportes Copiapó   | 2 - 1 | Fernández Vial        |  | Luis Valenzuela Hermosilla | 20 de julio | 15:30 |
|  | Lota Schwager      | 0 - 1 | San Marcos de Arica   |  | Federico Schwager          | 24 de julio | 15:30 |

|  | Deportes Puerto Montt | 2 - 1 | Deportes Copiapó    |  | Regional de Chinquihue          | 26 de julio | 18:00 |
|  | Municipal Iquique     | 2 - 1 | Unión San Felipe    |  | Tierra de Campeones             | 27 de julio | 12:00 |
|  | Unión La Calera       | 1 - 1 | Santiago Wanderers  |  | Municipal Nicolás Chahuán Nazar | 27 de julio | 15:30 |
|  | Coquimbo Unido        | 2 - 0 | Curicó Unido        |  | La Pampilla                     | 27 de julio | 15:30 |
|  | Fernández Vial        | 0 - 0 | San Marcos de Arica |  | Municipal de Concepción         | 27 de julio | 20:00 |
|  | San Luis              | 4 - 0 | Lota Schwager       |  | Lucio Fariña Fernández          | 28 de julio | 15:30 |

|  | Coquimbo Unido      | 0 - 0 | Deportes Puerto Montt |  | La Pampilla                     | 2 de agosto | 21:30 |
|  | San Marcos de Arica | 2 - 2 | San Luis              |  | Carlos Dittborn                 | 2 de agosto | 22:00 |
|  | Santiago Wanderers  | 1 - 2 | Unión San Felipe      |  | Regional Chiledeportes          | 3 de agosto | 15:30 |
|  | Fernández Vial      | 0 - 0 | Municipal Iquique     |  | Municipal de Concepción         | 3 de agosto | 15:30 |
|  | Unión La Calera     | 2 - 3 | Lota Schwager         |  | Municipal Nicolás Chahuán Nazar | 3 de agosto | 15:30 |
|  | Deportes Copiapó    | 1 - 0 | Curicó Unido          |  | Luis Valenzuela Hermosilla      | 3 de agosto | 15:30 |

|  | Municipal Iquique     | 1 - 1 | Unión La Calera     |  | Tierra de Campeones     | 10 de agosto | 12:00 |
|  | Deportes Puerto Montt | 3 - 0 | Fernández Vial      |  | Regional de Chinquihue  | 10 de agosto | 12:00 |
|  | Unión San Felipe      | 0 - 0 | Deportes Copiapó    |  | Municipal de San Felipe | 10 de agosto | 15:30 |
|  | San Luis              | 2 - 3 | Coquimbo Unido      |  | Lucio Fariña Fernández  | 10 de agosto | 15:30 |
|  | Lota Schwager         | 0 - 0 | Santiago Wanderers  |  | Federico Schwager       | 10 de agosto | 15:30 |
|  | Curicó Unido          | 0 - 0 | San Marcos de Arica |  | La Granja               | 14 de agosto | 19:00 |

|  | Unión La Calera    | 3 - 1 | San Marcos de Arica   |  | Municipal Nicolás Chahuán Nazar | 17 de agosto     | 15:30 |
|  | Curicó Unido       | 2 - 2 | Unión San Felipe      |  | La Granja                       | 17 de agosto     | 15:30 |
|  | Deportes Copiapó   | 2 - 1 | San Luis              |  | Luis Valenzuela Hermosilla      | 17 de agosto     | 15:30 |
|  | Santiago Wanderers | 3 - 0 | Deportes Puerto Montt |  | Regional Chiledeportes          | 17 de agosto     | 16:00 |
|  | Coquimbo Unido     | 1 - 0 | Municipal Iquique     |  | La Pampilla                     | 20 de agosto     | 15:30 |
|  | Fernández Vial     | 3 - 2 | Lota Schwager         |  | Municipal de Concepción         | 17 de septiembre | 20:00 |

|  | San Marcos de Arica   | 1 - 1 | Coquimbo Unido     |  | Carlos Dittborn            | 23 de agosto | 22:00 |
|  | Deportes Puerto Montt | 2 - 1 | Curicó Unido       |  | Regional de Chinquihue     | 24 de agosto | 12:00 |
|  | San Luis              | 1 - 0 | Santiago Wanderers |  | Lucio Fariña Fernández     | 24 de agosto | 15:30 |
|  | Fernández Vial        | 3 - 2 | Unión La Calera    |  | Municipal de Concepción    | 24 de agosto | 15:30 |
|  | Deportes Copiapó      | 1 - 0 | Municipal Iquique  |  | Luis Valenzuela Hermosilla | 24 de agosto | 15:30 |
|  | Lota Schwager         | 1 - 0 | Unión San Felipe   |  | Federico Schwager          | 24 de agosto | 15:30 |

|  | Unión San Felipe    | 4 - 1 | Coquimbo Unido        |  | Municipal de San Felipe         | 30 de agosto | 15:30 |
|  | San Marcos de Arica | 1 - 0 | Deportes Copiapó      |  | Carlos Dittborn                 | 30 de agosto | 22:00 |
|  | Municipal Iquique   | 2 - 1 | San Luis              |  | Tierra de Campeones             | 31 de agosto | 15:30 |
|  | Santiago Wanderers  | 3 - 0 | Fernández Vial        |  | Regional Chiledeportes          | 31 de agosto | 15:30 |
|  | Unión La Calera     | 3 - 1 | Deportes Puerto Montt |  | Municipal Nicolás Chahuán Nazar | 31 de agosto | 15:30 |
|  | Curicó Unido        | 0 - 0 | Lota Schwager         |  | La Granja                       | 31 de agosto | 15:30 |

|  | Unión San Felipe   | 0 - 1 | San Luis              |  | Municipal de San Felipe         | 3 de septiembre | 15:30 |
|  | Lota Schwager      | 0 - 0 | Deportes Puerto Montt |  | Federico Schwager               | 3 de septiembre | 15:30 |
|  | Coquimbo Unido     | 3 - 1 | Fernández Vial        |  | La Pampilla                     | 3 de septiembre | 16:00 |
|  | Unión La Calera    | 3 - 0 | Deportes Copiapó      |  | Municipal Nicolás Chahuán Nazar | 3 de septiembre | 19:00 |
|  | Santiago Wanderers | 2 - 1 | Curicó Unido          |  | Regional Chiledeportes          | 3 de septiembre | 19:30 |
|  | Municipal Iquique  | 1 - 1 | San Marcos de Arica   |  | Tierra de Campeones             | 3 de septiembre | 22:00 |

|  | San Marcos de Arica   | 0 - 1 | Unión San Felipe   |  | Carlos Dittborn            | 6 de septiembre  | 22:00 |
|  | San Luis              | 2 - 1 | Unión La Calera    |  | Lucio Fariña Fernández     | 7 de septiembre  | 12:00 |
|  | Deportes Copiapó      | 1 - 1 | Santiago Wanderers |  | Luis Valenzuela Hermosilla | 7 de septiembre  | 15:30 |
|  | Fernández Vial        | 0 - 1 | Curicó Unido       |  | Municipal de Concepción    | 7 de septiembre  | 15:30 |
|  | Coquimbo Unido        | 0 - 0 | Lota Schwager      |  | La Pampilla                | 7 de septiembre  | 16:00 |
|  | Deportes Puerto Montt | 0 - 1 | Municipal Iquique  |  | Regional de Chinquihue     | 10 de septiembre | 15:30 |

|  | Santiago Wanderers    | 2 - 1 | Municipal Iquique   |  | Regional Chiledeportes          | 13 de septiembre | 18:00 |
|  | Unión La Calera       | 2 - 1 | Coquimbo Unido      |  | Municipal Nicolás Chahuán Nazar | 14 de septiembre | 15:30 |
|  | Curicó Unido          | 2 - 1 | San Luis            |  | La Granja                       | 14 de septiembre | 15:30 |
|  | Lota Schwager         | 2 - 2 | Deportes Copiapó    |  | Federico Schwager               | 14 de septiembre | 15:30 |
|  | Fernández Vial        | 3 - 0 | Unión San Felipe    |  | Municipal de Concepción         | 14 de septiembre | 15:30 |
|  | Deportes Puerto Montt | 3 - 1 | San Marcos de Arica |  | Regional de Chinquihue          | 17 de septiembre | 15:30 |

|  | Unión San Felipe   | 3 - 0 | Deportes Puerto Montt |  | Municipal de San Felipe    | 21 de septiembre | 15:30 |
|  | Santiago Wanderers | 0 - 3 | San Marcos de Arica   |  | Regional Chiledeportes     | 21 de septiembre | 15:30 |
|  | Deportes Copiapó   | 2 - 3 | Coquimbo Unido        |  | Luis Valenzuela Hermosilla | 21 de septiembre | 15:30 |
|  | San Luis           | 2 - 1 | Fernández Vial        |  | Lucio Fariña Fernández     | 21 de septiembre | 16:00 |
|  | Curicó Unido       | 1 - 0 | Unión La Calera       |  | La Granja                  | 21 de septiembre | 16:00 |
|  | Municipal Iquique  | 3 - 1 | Lota Schwager         |  | Tierra de Campeones        | 24 de septiembre | 22:00 |

|  | San Marcos de Arica   | 4 - 2 | Lota Schwager      |  | Carlos Dittborn                 | 27 de septiembre | 22:00 |
|  | Deportes Puerto Montt | 2 - 1 | San Luis           |  | Regional de Chinquihue          | 28 de septiembre | 12:00 |
|  | Fernández Vial        | 2 - 2 | Deportes Copiapó   |  | Municipal de Concepción         | 28 de septiembre | 15:30 |
|  | Unión La Calera       | 2 - 4 | Unión San Felipe   |  | Municipal Nicolás Chahuán Nazar | 28 de septiembre | 16:00 |
|  | Coquimbo Unido        | 1 - 1 | Santiago Wanderers |  | La Pampilla                     | 28 de septiembre | 16:00 |
|  | Municipal Iquique     | 0 - 2 | Curicó Unido       |  | Tierra de Campeones             | 14 de octubre    | 22:00 |

|  | Lota Schwager       | 2 - 2 | San Luis              |  | Federico Schwager          | 1 de octubre  | 16:00 |
|  | Deportes Copiapó    | 0 - 1 | Deportes Puerto Montt |  | Luis Valenzuela Hermosilla | 1 de octubre  | 16:30 |
|  | Unión San Felipe    | 1 - 1 | Municipal Iquique     |  | Municipal de San Felipe    | 1 de octubre  | 20:30 |
|  | Curicó Unido        | 1 - 1 | Coquimbo Unido        |  | La Granja                  | 1 de octubre  | 20:30 |
|  | San Marcos de Arica | 2 - 2 | Fernández Vial        |  | Carlos Dittborn            | 1 de octubre  | 22:00 |
|  | Santiago Wanderers  | 2 - 2 | Unión La Calera       |  | Regional Chiledeportes     | 14 de octubre | 20:00 |

|  | Municipal Iquique     | 1 - 0 | Fernández Vial      |  | Tierra de Campeones     | 4 de octubre | 22:00 |
|  | Deportes Puerto Montt | 3 - 1 | Coquimbo Unido      |  | Regional de Chinquihue  | 5 de octubre | 12:00 |
|  | Unión San Felipe      | 1 - 0 | Santiago Wanderers  |  | Municipal de San Felipe | 5 de octubre | 15:30 |
|  | San Luis              | 2 - 3 | San Marcos de Arica |  | Lucio Fariña Fernández  | 5 de octubre | 15:30 |
|  | Curicó Unido          | 1 - 0 | Deportes Copiapó    |  | La Granja               | 5 de octubre | 15:30 |
|  | Lota Schwager         | 3 - 2 | Unión La Calera     |  | Federico Schwager       | 5 de octubre | 15:30 |

|  | Coquimbo Unido      | 4 - 1 | San Luis              |  | La Pampilla                     | 11 de octubre | 16:30 |
|  | Fernández Vial      | 1 - 2 | Deportes Puerto Montt |  | Municipal de Concepción         | 11 de octubre | 16:30 |
|  | Deportes Copiapó    | 2 - 3 | Unión San Felipe      |  | Luis Valenzuela Hermosilla      | 11 de octubre | 16:30 |
|  | Santiago Wanderers  | 1 - 1 | Lota Schwager         |  | Regional Chiledeportes          | 11 de octubre | 19:00 |
|  | Unión La Calera     | 0 - 3 | Municipal Iquique     |  | Municipal Nicolás Chahuán Nazar | 11 de octubre | 20:00 |
|  | San Marcos de Arica | 4 - 3 | Curicó Unido          |  | Carlos Dittborn                 | 11 de octubre | 22:00 |

|  | Unión San Felipe      | 0 - 2 | Curicó Unido       |  | Municipal de San Felipe | 19 de octubre | 17:00 |
|  | Municipal Iquique     | 0 - 2 | Coquimbo Unido     |  | Tierra de Campeones     | 19 de octubre | 17:00 |
|  | Deportes Puerto Montt | 1 - 2 | Santiago Wanderers |  | Regional de Chinquihue  | 19 de octubre | 17:00 |
|  | San Marcos de Arica   | 0 - 5 | Unión La Calera    |  | Carlos Dittborn         | 19 de octubre | 17:00 |
|  | San Luis              | 0 - 0 | Deportes Copiapó   |  | Lucio Fariña Fernández  | 19 de octubre | 17:00 |
|  | Lota Schwager         | 1 - 0 | Fernández Vial     |  | Federico Schwager       | 19 de octubre | 17:00 |

|  | Municipal Iquique  | 2 - 1 | Deportes Copiapó      |  | Tierra de Campeones             | 25 de octubre | 17:00 |
|  | Santiago Wanderers | 3 - 1 | San Luis              |  | Regional Chiledeportes          | 25 de octubre | 17:00 |
|  | Unión La Calera    | 0 - 3 | Fernández Vial        |  | Municipal Nicolás Chahuán Nazar | 25 de octubre | 17:00 |
|  | Coquimbo Unido     | 1 - 1 | San Marcos de Arica   |  | La Pampilla                     | 25 de octubre | 17:00 |
|  | Unión San Felipe   | 3 - 0 | Lota Schwager         |  | Municipal de San Felipe         | 25 de octubre | 17:00 |
|  | Curicó Unido       | 1 - 0 | Deportes Puerto Montt |  | La Granja                       | 27 de octubre | 17:00 |

|  | Deportes Puerto Montt | 2 - 1 | Unión La Calera     |  | Regional de Chinquihue     | 2 de noviembre | 17:00 |
|  | Coquimbo Unido (C)    | 3 - 2 | Unión San Felipe    |  | La Pampilla                | 2 de noviembre | 17:00 |
|  | San Luis              | 1 - 0 | Municipal Iquique   |  | Lucio Fariña Fernández     | 2 de noviembre | 17:00 |
|  | Lota Schwager         | 2 - 2 | Curicó Unido        |  | Federico Schwager          | 2 de noviembre | 17:00 |
|  | Deportes Copiapó      | 1 - 0 | San Marcos de Arica |  | Luis Valenzuela Hermosilla | 2 de noviembre | 17:00 |
|  | Fernández Vial        | 1 - 2 | Santiago Wanderers  |  | Municipal de Concepción    | 2 de noviembre | 17:00 |

## Campeón
|                          |
| Coquimbo Unido 1º título |